# Jiří Heinisch
Jiří Heinisch (* 20. července 1962) je bývalý český hokejový útočník. Jeho synem je bývalý ligový hokejista Martin Heinisch.

## Hokejová kariéra
V československé lize hrál za CHZ Litvínov. Odehrál 6 ligových sezón, nastoupil v 201 ligových utkáních, dal 54 gólů a měl 58 asistencí. V nižších soutěžích hrál v době povinné vojenské služby za Duklu Jihlava „B“ a dále za Vodní stavby Tábor, VTŽ Chomutov, Slovan Ústí nad Labem a Auto Škoda Mladá Boleslav. V zahraničí hrál mj. za Moskitos Essen a EHC Bayreuth.

## Klubové statistiky
| Sezona    | Klub                         | Soutěž  | Základní část | Základní část | Základní část | Základní část | Základní část | Play-off | Play-off | Play-off | Play-off | Play-off |
| Sezona    | Klub                         | Soutěž  | Z             | G             | A             | B             | TM            | Z        | G        | A        | B        | TM       |
| --------- | ---------------------------- | ------- | ------------- | ------------- | ------------- | ------------- | ------------- | -------- | -------- | -------- | -------- | -------- |
| 1981/1982 | Dukla Jihlava „B“            | 2. liga | -             | 1             | -             | -             | -             |          |          |          |          |          |
| 1983/1984 | CHZ Litvínov                 | 1. liga | 33            | 6             | 7             | 13            | 6             |          |          |          |          |          |
| 1983/1984 | VTŽ Chomutov                 | 2. liga | -             | 4             | -             | -             | -             |          |          |          |          |          |
| 1984/1985 | CHZ Litvínov                 | 1. liga | 21            | 4             | 3             | 7             | 8             |          |          |          |          |          |
| 1984/1985 | VTŽ Chomutov                 | 3. liga | -             | 12            | -             | -             | -             |          |          |          |          |          |
| 1985/1986 | Slovan Ústí nad Labem        | 2. liga | -             | 3             | -             | -             | -             |          |          |          |          |          |
| 1985/1986 | CHZ Litvínov                 | 1. liga | 33            | 11            | 6             | 17            | -             |          |          |          |          |          |
| 1986/1987 | CHZ Litvínov                 | 1. liga | 22            | 2             | 3             | 5             | 12            | 8        | 3        | 4        | 7        |          |
| 1987/1988 | TJ Auto Škoda Mladá Boleslav | 2. liga | -             | 7             | -             | -             | -             |          |          |          |          |          |
| 1988/1989 | TJ Auto Škoda Mladá Boleslav | 2. liga | 36            | 24            | 9             | 33            | -             |          |          |          |          |          |
| 1989/1990 | TJ Auto Škoda Mladá Boleslav | 2. liga | -             | 17            | -             | -             | -             |          |          |          |          |          |
| 1990/1991 | CHZ Litvínov                 | 1. liga | 49            | 14            | 17            | 31            | 47            | 7        | 1        | 2        | 3        | 0        |
| 1991/1992 | Chemopetrol Litvínov         | 1. liga | 29            | 12            | 15            | 27            | -             |          |          |          |          |          |